# Brimopsis kivuensis
Brimopsis kivuensis är en skalbaggsart som först beskrevs av Stefan von Breuning 1936.  Brimopsis kivuensis ingår i släktet Brimopsis och familjen långhorningar. Inga underarter finns listade.